# Pseudoparonellides badius
Pseudoparonellides badius är en urinsektsart som beskrevs av John Tenison Salmon 1941. Pseudoparonellides badius ingår i släktet Pseudoparonellides och familjen Paronellidae. Inga underarter finns listade i Catalogue of Life.